# 布勒冷县
布勒冷县（印尼语：Kabupaten Buleleng）是印度尼西亚巴厘省的一个县，位于巴厘岛北海岸，县治在新加拉惹。布勒冷县是巴厘省面积最大的县份，占巴厘全岛面积的24.25%。县境南部为山地丘陵，其中最高的山峰海拔为1,900米，北部沿海是平原地带，县的西端则是西巴厘岛国家公园。布勒冷县是巴厘主要的农业产区，“布勒冷”（Buleleng）一名即为当地种植的玉米品种名称，沿海地区也是巴厘珍珠的产地。现在旅游业成为了该县主要的经济产业。

## 行政区划
布勒冷县下分为9个区（kecamatan），各区人口如下：
1. Gerokgak 78,825
2. Seririt 69,572
3. Busung Biu 39,719
4. Banjar 68,960
5. Sukasada 72,050
6. Buleleng 128,899
7. Sawan 58,578
8. Kubutambahan 53,765
9. Tejakula 53,757